# Celda de concentración

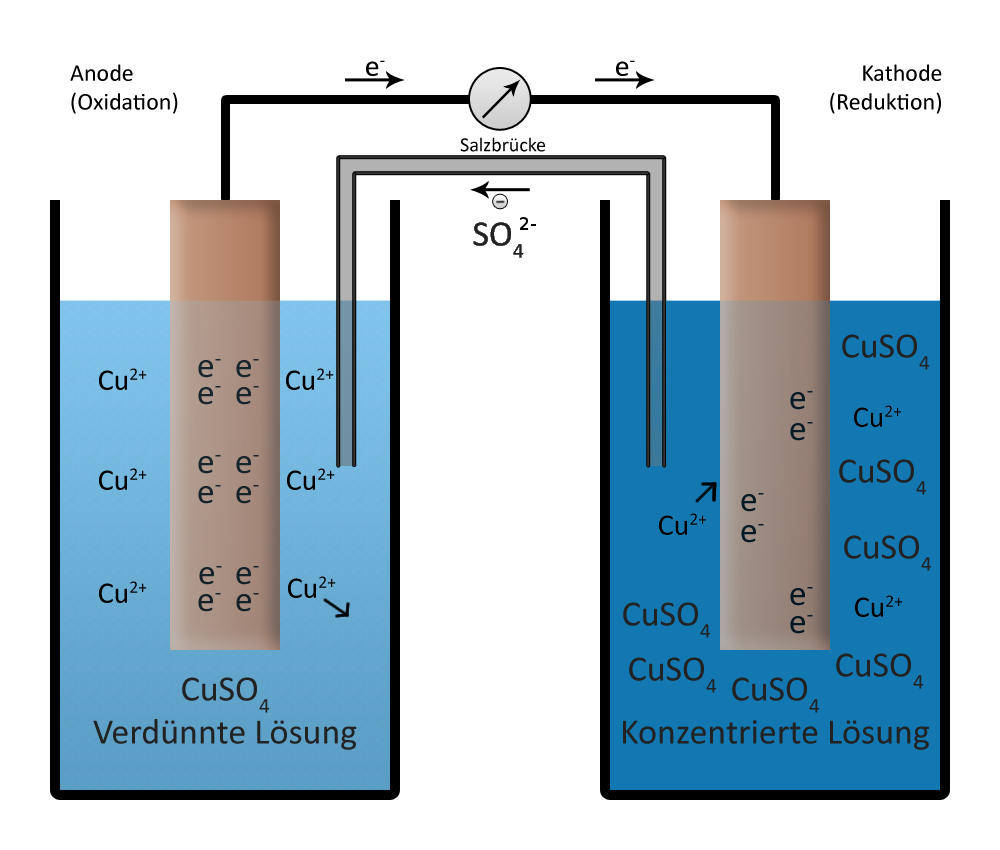
Celda de concentración de cobre metálico en disolución de electrolito de cobre

Una célula de concentración o pila de concentración es una celda electroquímica que tiene dos semiceldas equivalentes del mismo electrolito, que solo difieren en las concentraciones. Se puede calcular el potencial desarrollado por dicha pila usando la ecuación de Nernst. Una célula de concentración producirá una tensión o voltaje en su intento de alcanzar el equilibrio, que se produce cuando la concentración en las dos semipilas son iguales.
Los métodos de análisis químicos mediante celdas de concentración comparan una disolución de concentración conocida con una desconocida, y determinan la concentración de la desconocida a través de la ecuación de Nernst o mediante tablas de comparación frente a un grupo de electrodos de referencia.
La corrosión galvánica por celdas de concentración ocurre cuando hay dos o más áreas de una superficie de metal que están en contacto con diferentes concentraciones de la misma disolución. Hay tres tipos generales de corrosión por celdas de concentración: 

## Celdas de concentración de iones metálicos
En presencia de agua, una alta concentración de iones de metal existirán en las superficies de contacto, y una baja concentración de iones de metal existirán junto a la grieta creada por las superficies de contacto. Un potencial eléctrico existirá entre los dos puntos. El área del metal en contacto con la alta concentración de iones metálicos será catódica y será protegida de la corrosión, y el área de metal en contacto con la baja concentración de iones metálicos será anódica y será corroída.

## Células de concentración de oxígeno o pilas de aireación diferencial[2]
El agua en contacto con la superficie del metal normalmente contiene oxígeno disuelto. Una celda de oxígeno se puede desarrollar en cualquier punto donde no se permite que el oxígeno del aire difunda de forma uniforme en la disolución, creando así una diferencia en la concentración de oxígeno entre dos puntos. La corrosión se producirá en el área de baja concentración de oxígeno que será anódica.

## Células activo-pasivo
Es una celda de concentración donde el ánodo es un metal en estado activo, y el cátodo es ese mismo metal en estado pasivo. Para los metales cuya protección contra la corrosión dependen de que una capa pasiva esté adherida fuertemente (normalmente un óxido) a la superficie, la sal que se deposita sobre la superficie del metal en presencia de agua, en zonas donde se rompe la capa pasiva, el metal activo que hay debajo de la película será expuesto al ataque corrosivo. Un potencial eléctrico se desarrollará entre el área grande del cátodo (capa pasiva) y el área pequeña del metal del ánodo (activo).